# Foissy
 Foissy  es una localidad y comuna de Francia, en la región de Borgoña, departamento de Côte-d'Or, en el distrito de Beaune y cantón de Arnay-le-Duc.
Su población en el censo de 1999 era de 135 habitantes.
Está integrada de manera heurística en la Communauté de communes du Pays d’Arnay.

## Demografía
| 196 | 195 | 162 | 146 | 138 | 135 |
| Para los censos de 1962 a 1999 la población legal corresponde a la población sin duplicidades (Fuente: INSEE [Consultar]) |     |     |     |     |     |